# Jide Kosoko
Jide Kosoko es un actor y director nigeriano.

## Biografía
Kosoko nació el 12 de enero de 1954 en Lagos. Estudió administración de empresas en la Facultad de Tecnología de Yaba. Comenzó su carrera como actor infantil en 1964 en la película televisiva Makanjuola. Ha aparecido en películas de Nollywood tanto en inglés como en yoruba.
Creció en Ebute Metta y se inspiró en el éxito de Hubert Ogunde para dedicarse a la actuación, cuando un conocido que trabajaba con la compañía de teatro Ifelodun Travelling lo invitó a una audición para Makanjuola, donde fue elegido para el personaje Alabi. Kosoko continuó actuando con el grupo Awada Kerikeri formado por Sunday Omobolanle, Lanre Hassan y Oga Bello, y tuvo apariciones especiales en el programa de televisión New Masquerade. En 1972, formó su propia compañía de teatro. 
Ha escrito y producido sus propias películas y obras de teatro, incluida Ogun Ahoyaya y la película Asiri n la de 1992. 
Protagonizó Asewo to re Mecca y Ti Oluwa Ni'Le part 2 de Tunde Kelani.
Tiene dos esposas; Karimat y Henrietta con hijos y nietos.

## Filmografía seleccionada
- Nkan La (1992)
- Oro Nla (1993)
- Out of Luck
- The Department (2015)[14]
- Gidi Up (2014) (TV Series)
- Doctor Bello (2013)
- The Meeting (2012)
- Last Flight to Abuja (2012)
- I'll Take My Chances (2011)
- The Figurine (2009)
- Jenifa
- The Royal Hibiscus Hotel
- King of Boys (2018)
- Kasala
- Sugar Rush (2019)
- Merry Men (2019)
- The Bling Lagosians (2019)
- Love Is War (2019)
- Day of Destiny (2021)
- Love Castle (2021)